# Templo de Vesta (Palatino)
Templo de Vesta era um templo localizado no monte Palatino, no rione Campitelli de Roma.

## História
Algumas fontes relatam que este templo foi construído pelo imperador romano Augusto perto de sua própria casa no Palatino, mas esta hipótese não é consensual. Entre os restos de edifícios religiosos antigos no canto sudoeste do monte Palatino está um pódio logo ao norte das Scalae Caci, cuja forma aparenta ser circular e, portanto, ligada ao culto da deusa romana Vesta, cujo coração era o Templo de Vesta no Fórum Romano.